# Roel van Aalderen
Roelof Johannes Marinus van Aalderen (Ommen, 12 november 1943 – Haarlem, 12 september 2013) was een Nederlands landschap- en golfbaanarchitect.
Van Aalderen had samen met Van Empelen het landschapsarchitectenbureau Van Empelen en Van Aalderen in Heemstede. Samen ontwikkelden zij de standaard Dutch green, in navolging van de in de Verenigde Staten bestaande norm.

## Banen
- Golfvereniging De Batouwe met Alan Rijks
- GC BurgGolf Purmerend met Tom Macauley
- Golfsociëteit De Lage Vuursche
- Golfbaan Landgoed Blijenbeek met Gerard Jol
- De Texelse Golfclub
- Golfclub Anderstein